# Véglap

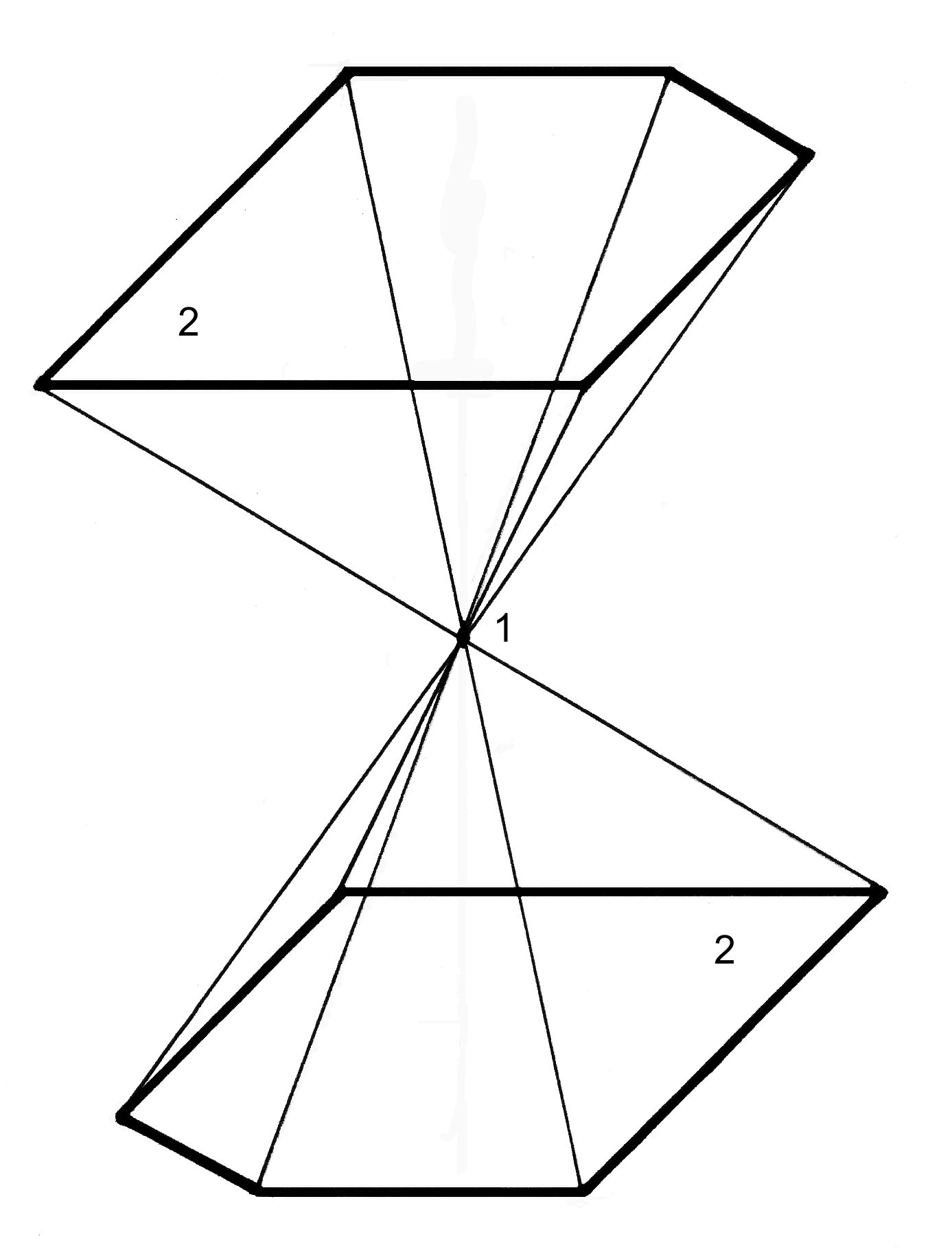
Egy véglap szimmetriaközépponttal: (1) szimmetriaközéppont, (2) a pinakoid lapjai

A véglap vagy pinakoid a kristálytanban egy egyszerű, nyílt kristályforma: két párhuzamos és egybevágó lapból áll. A véglap a pedionnal, szfenoiddal és dómával együtt a négy alapformát képezi: ezekből további szimmetriaelemek hozzáadásával a többi kristályforma levezethető.